# Centro Universitario de Tacuarembó (Universidad de la República)
El Centro Universitario de Tacuarembó (CUT) es una de las sedes del Centro Universitario Regional Noreste de la Universidad de la República, ubicado en la ciudad de Tacuarembó.

## Historia
Desde 1957 ya se realizaban diversas actividades de la universidad. En 1972 la Junta Departamental de Tacuarembó solicitó al Rector de la Universidad, Samuel Lichtensztejn, la creación de una Casa Universitaria en el norte para dictar cursos, pero la dictadura cívico-militar de 1973 y la posterior intervención de la Udelar postergaron la iniciativa. La creación de la Casa de la Universidad de Tacuarembó fue aprobada por el Consejo Directivo Central (CDC) en septiembre de 1986. En 1987 la CUT organizó una Jornada Regional de Educación y Sociología, y en noviembre inauguró su primera sede. Poco después el Ingeniero Químico Ceferino Lima fue designado como su primer director.
Por muchos años la sede ofreció numerosos cursos de educación permanente en distintas áreas del conocimiento, jornadas académicas, seminarios y conferencias. Hasta la puesta en marcha del Plan Estratégico de la Universidad de la República (Pledur) 2005-2009, el CUT no contó con recursos presupuestales suficientes para cumplir con las funciones de enseñanza de forma regular y sostenida.
Lima permaneció al frente del servicio hasta su fallecimiento en 2003. En el marco de la creación de la Unidad de Extensión de Tacuarembó en 2004, el doctor Julio Sayes —docente extensionista—, se hizo cargo de las actividades y del relacionamiento de la casa con otros actores del departamento. A partir de 2007, tras la creación de la Comisión Coordinadora del Interior, se designó al Ingeniero Agrónomo Daniel Cal como nuevo director, y se realizó la mudanza de su sede hacia su local actual. En 2008 el CDC le encomendó que trabajara junto al Centro Universitario de Rivera «para constituir el Centro Universitario de la Región Noreste».
En marzo de 2010 se inauguró la primera carrera: Tecnólogo Cárnico, en cooperación con ANEP y con el apoyo del INIA Tacuarembó. En 2011 comenzó a funcionar el Polo de Desarrollo Universitario Forestal y se aprobó la creación del Departamento de Economía, y al año siguiente empezaron a dictarse las carreras de Tecnólogo en Administración y Contabilidad, así como la de Técnico Operador de Alimentos.
En julio de 2012 el CDC aprobó por unanimidad el paso de Casa de la Universidad a Centro Universitario. La denominación indica que allí se desarrollan actividades de carácter permanente y alcance regional en las funciones básicas de la Universidad de la República, en por lo menos dos áreas del conocimiento. Meses después comenzaron a dictarse las tecnicaturas en Ingeniería Forestal, Patrimonio, Desarrollo Regional Sustentable, e Interpretación y Traducción de Lengua de Señas Uruguaya-Español .
A partir de un convenio firmado en 2011, el Instituto Nacional de Investigación Agropecuaria (INIA) le cedió al CUT un predio de cinco hectáreas en su estación de Tacuarembó. Ambas instituciones se propusieron crear un campus interinstitucional de aprendizaje, investigación e innovación, en el que pudieran realizar actividades conjuntas y a la vez optimizar sus recursos. La universidad construyó allí una sede con aulas, áreas de administración y laboratorios, y más tarde el Ministerio de Ganadería, Agricultura y Pesca también se instaló en el lugar. El campus fue inaugurado en junio de 2016, con la presencia del presidente Tabaré Vázquez.
En 2017 el CUT tenía más de 1000 estudiantes. Además de las carreras mencionadas, completa la oferta educativa con Ingeniería Forestal, Tecnicatura Universitaria en Bienes Culturales, Licenciatura en Biología Humana y el Ciclo Inicial Optativo del Área Social. En la sede funcionan diez Polos de Desarrollo Universitario, tras la creación de 40 cargos docentes de alta dedicación radicados en Tacuarembó.
Finalmente, en el 2019, el CDC votó la conformación del Cenur Noreste. El nuevo Cenur comprende al Campus Interinstitucional de Tacuarembó, el Campus Educativo de Rivera, y la casa de Melo, en Cerro Largo.
Actualmente en la zona del Cenur Noreste cuenta con licenciaturas, tecnicaturas e ingenierías. Hay un plantel docente en su mayoría radicados en la región.

## Oferta académica

### Carreras completas
| Carrera                                                                        | Facultad                                                                                        |
| ------------------------------------------------------------------------------ | ----------------------------------------------------------------------------------------------- |
| Tecnólogo Cárnico                                                              | Facultades de Agronomía, Veterinaria, Ingeniería y Química y UTU                                |
| Técnico en Operador de Alimentos                                               | Escuela de Nutrición                                                                            |
| Tecnólogo en Administración y Contabilidad mención Comunicación Organizacional | Facultad de Ciencias Económicas y de Administración                                             |
| Tecnólogo en Administración y Contabilidad mención Agroindustrial              | Facultad de Ciencias Económicas y de Administración                                             |
| Tecnólogo en Interpretación y Traducción de LSU-español-LSU                    | Facultad de Humanidades y Ciencias de la Educación                                              |
| Técnico en Desarrollo Regional Sustentable                                     | Facultad de Ciencias Socilaes                                                                   |
| Ingeniería Forestal                                                            | Facultad de Agronomía, Facultad de Química, Facultad de Ingeniería                              |
| Tecnicatura Universitaria en Bienes Culturales                                 | Facultad de Humanidades y Ciencias de la Educación                                              |
| Ciclo Inicial Optativo Área Social (CIO Social)                                | Área Social y Artística de la Universidad de la República                                       |
| Licenciatura en Biología Humana                                                | Facultades de Medicina, de Humanidades y Ciencias de la Educación, de Odontología y de Ciencias |